# Побег из Претории
«Побег из Претории» (англ. Escape from Pretoria) — австралийско-британский фильм режиссёра Фрэнсиса Аннана. Мировая премьера состоялась 6 марта 2020 года в Великобритании.

## Сюжет
Фильм основан на книге Тима Дженкина Inside Out: Escape from Pretoria Prison. Южно-Африканская Республика, 1979 год. В стране действует режим апартеида. Двое белых южноафриканцев, Тим Дженкин и Стивен Ли, попадают за решётку за распространение агитационных брошюр. Они оказываются в Центральной тюрьме Претории. Однако мужчины убеждены в своей правоте и не желают оставаться в тюрьме. Вместе с такими же политзаключёнными, как и они, Дженкин и Ли планируют побег.

## В ролях
| Актёр               | Роль                                          |
| ------------------- | --------------------------------------------- |
| Дэниел Рэдклифф     | Тим Дженкин                                   |
| Дэниел Веббер       | Стивен Ли                                     |
| Иэн Харт            | Денис Гольдберг                               |
| Марк Леонард Винтер | Леонард Фонтейн (основан на Алексе Мумбарисе) |
| Нэйтан Пейдж        | Монго                                         |
| Адам Овадия         | Ван Задельхофф                                |
| Адам Туоминен       | Джереми Кронин                                |
| Тим Дженкин         | заключённый в комнате ожидания тюрьмы         |

## Производство
Фильм был написан и снят Фрэнсисом Аннаном. Является совместным производством Австралии и Великобритании при совместном финансировании Arclight Films, Magna Entertainment, базирующейся в Нью-Йорке, и при содействии South Australian Film Corporation.
Съёмки начались в Аделаиде, Южная Австралия, в марте 2019 года, при этом некоторые сцены снимались на железнодорожном вокзале Митчем, а другие — в центре города, на улице Пири.

## Критика
На агрегаторе рецензий Rotten Tomatoes фильм получил рейтинг одобрения 73 %, основанный на 44 отзывах, со средним рейтингом 6,4 из 10. Консенсус критиков веб-сайта гласит: «Побег из Претории не совсем соответствует истории, основанной на фактах, которые он драматизирует, но этот недостаток компенсируется захватывающим действием по побегу из тюрьмы». На Metacritic фильм имеет средний балл 56 из 100, что указывает на «смешанные или средние отзывы».